# Einar B. Gjelsteen
Einar Bernard Gjelsteen (* 18. Oktober 1900 in Menominee, Michigan; † 10. Februar 1985 in Monterey, Kalifornien) war ein US-amerikanischer Offizier der US Army, der zwischen 1945 und 1946 Kommandeur der 86. Infanteriedivision (86th Infantry Division) sowie zuletzt als Generalmajor zwischen 1955 und 1957 Leiter der Auditagentur der US-Armee USAAA (United States Army Audit Agency) war. Bei der Wahl zum US-Repräsentantenhaus am 3. November 1964 kandidierte er ohne Erfolg für die Republikanische Partei für das Mandat im 3. Kongresswahlbezirk von Kalifornien.

## Leben

### Offiziersausbildung, Offizier und Zweiter Weltkrieg

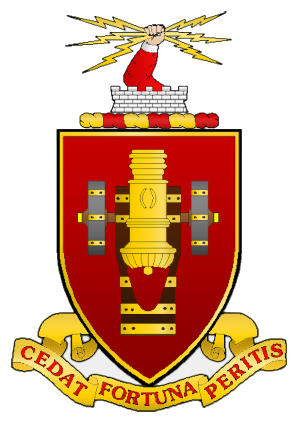
Einar B. Gjelsteen fungierte von 1943 bis 1944 als Assistierender Kommandant der Feldartillerieschule (US Army Field Artillery School) in Fort Sill.

Einar Bernard Gjelsteen begann nach der Schulausbildung am 11. Juli 1919 als Cadet eine Offiziersausbildung an der US Military Academy in West Point und schloss diese am 11. Juni 1923 mit einem Bachelor of Science (BSc) ab. Während seines Studiums an der US Military Academy gehörte er in der Saison 1921/22 sowie der Saison 1922/23 zu der von Talbot Hunter trainierten Eishockeymannschaft der Kadetten des US-Heeres (Army Cadets Ice Hockey Team). Im Anschluss wurde er am 12. Juni 1923 als Leutnant (Second Lieutenant) in die Feldartillerie (Field Artillery) der US Army übernommen. Er besuchte 1928 den Batterie-Offizierslehrgang der Feldartillerieschule (US Army Field Artillery School) in Fort Sill, 1935 den Linien- und Stabsoffizierslehrgang der Schule für chemische Kriegsführung (US Army Chemical Warfare School) sowie 1940 die Command and General Staff School (CGSS) in Fort Leavenworth. Im Anschluss war er zwischen dem 1. Juli 1940 und dem 30. Juni 1942 selbst Instrukteur an der US Army Field Artillery School.
Nach dem Eintritt der Vereinigten Staaten in den Zweiten Weltkrieg am 11. Dezember 1941 wurde er am 24. Dezember 1941 zunächst zum Oberstleutnant der Army of the United States (AUS) ernannt, die nach dem Angriff auf Pearl Harbor am 7. Dezember 1941 aufgestellt und nach Ende des Zweiten Weltkrieges deaktiviert wurde. Im Laufe des Zweiten Weltkrieges blieb er an der Feldartillerieschule und war dort zwischen dem 1. Juli und dem 11. Dezember 1942 erst Assistierender Leiter der Schießabteilung sowie daraufhin vom 12. Dezember 1942 bis zum 30. Juni 1943 Leiter der Schießabteilung (Director of Gunnery Department, US Army Field Artillery School). In dieser Zeit wurde er am 20. Juli 1942 zum Oberst der Army of the United States ernannt. Nachdem er zwischen dem 1. Juli und dem 30. November 1943 Kommandeur der 193. Feldartilleriegruppe (Commanding Officer, 193rd Field Artillery Group) war, fungierte er vom 1. Dezember 1943 bis zum 20. September 1944 als Assistierender Kommandant der Feldartillerieschule und wurde für seine Verdienste während dieser Zeit mit dem Legion of Merit ausgezeichnet. In den letzten Kriegsmonaten wurde er am 5. Oktober 1944 Kommandeur der Artillerie der in Nordwesteuropa operierenden 86. Infanteriedivision, mit der er am 30. April 1945 auf die Philippinen verlegt wurde. Am 13. Januar 1945 wurde er zum Brigadegeneral der Army of the United States ernannt.

### Nachkriegszeit und Aufstieg zum Generalmajor

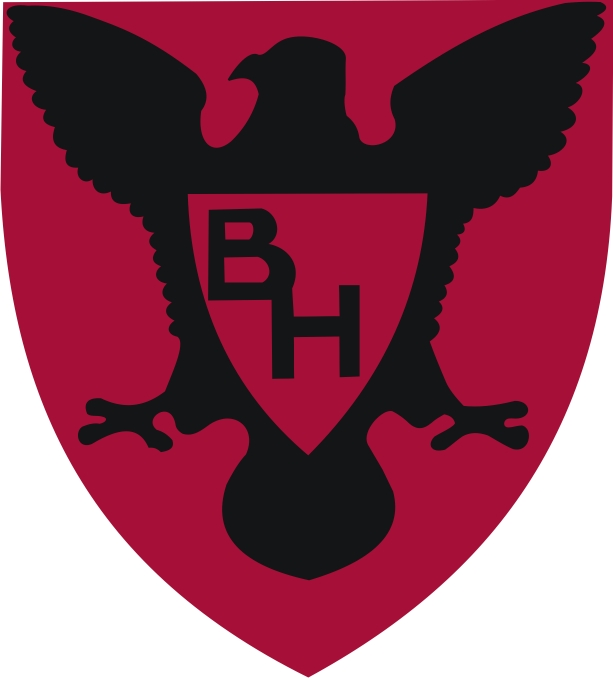
Gjelsteen war zwischen 1945 und 1946 Kommandeur der 86. Infanteriedivision (Commanding General, 86th Infantry Division), der sogenannten „Blackhawk Division“.

Nach Kriegsende blieb Einar B. Gjelsteen auf den Philippinen und war dort zwischen dem 1. Dezember 1945 und dem 25. Januar 1946 Kommandeur der 86. Infanteriedivision (Commanding General, 86th Infantry Division), der sogenannten „Blackhawk Division“. Am 6. März 1946 endete seine Ernennung zum Brigadegeneral der Army of the United States und er fungierte daraufhin noch vom 1. Mai bis zur Auflösung des Verbandes am 15. Juni 1946 als Chef des Stabes (Chief of Staff) der 86. Infanteriedivision. Am 12. Juni 1946 wurde er zum Oberstleutnant (Lieutenant-Colonel) der regulären Armee befördert und unterrichtete daraufhin zwischen dem 21. August 1946 und dem 31. Mai 1948 als Instrukteur an der Command and General Staff School (CGSS). In dieser Verwendung erfolgte am 11. März 1948 seine Beförderung zum Oberst (Colonel) der regulären Armee und er blieb im Anschluss vom 1. Juni 1948 bis zum 29. Mai 1951 als Leiter der Abteilung Analyse und Forschung (Director of Department Analysis & Research) an der Command and General Staff School in Fort Leavenworth.
Gjelsteen, der auch mit der Bronze Star Medal ausgezeichnet wurde, wurde am 1. Juni 1951 zum Generalmajor der Army of the United States ernannt sowie am 23. August 1954 zum Brigadegeneral (Brigadier General) der regulären Armee befördert. Zuletzt war er als Generalmajor (Major General) zwischen dem 25. November 1955 und dem 15. Juni 1957 Leiter der Auditagentur der US-Armee USAAA (United States Army Audit Agency), die der US-Armee objektive und unabhängige Wirtschaftsprüfungsdienste anbietet. Er trat 1957 in den Ruhestand und wurde durch Allgemeine Verordnung General Orders No. 56 des US-Heeresministeriums (US Department of the Army) vom 28. Oktober 1957 erneut mit dem Legion auf Merit geehrt, der ihm in Form eines bronzenen Eichlaubzweiges (Bronze Oak Leaf Cluster) verliehen wurde.
Bei der Wahl zum US-Repräsentantenhaus am 3. November 1964 kandidierte er ohne Erfolg für die Republikanische Partei für das Mandat im 3. Kongresswahlbezirk von Kalifornien. Er unterlag allerdings mit 57.630 Stimmen (25,69 Prozent) deutlich dem langjährigen Wahlkreisinhaber der Demokratischen Partei John E. Moss, auf den 166.688 Stimmen (74,3 Prozent) entfielen.
Einar Bernard Gjelsteen war zwei Mal verheiratet, und zwar in erster Ehe mit Virginia Brown Gjelsteen (1900–1948). Nach deren Tod heiratete er in zweiter Ehe Genevieve Anna Eichenberger Gjelsteen (1910–1997). Nach seinem Tode wurde er auf dem US Military Academy Post Cemetery in West Point beigesetzt.

## Auszeichnungen
Auswahl der Dekorationen, sortiert in Anlehnung an die Order of Precedence of Military Awards:
- Legion of Merit (2×)
- Bronze Star